# Giovanni Battista Bracelli
Giovanni Battista Bracelli (Genova, XVI secolo – Sarzana, 17 aprile 1590) è stato un vescovo cattolico italiano, vescovo della diocesi di Luni-Sarzana dal 1572 al 1590.

## Biografia
Apparteneva alla famiglia Bracelli, nobili di primo piano a Genova (la stessa cui apparteneva la futura santa Virginia Centurione Bracelli), ma oriundi della Spezia, dal cui castello avevano preso cognome. Allevato a Milano dal nonno Antonio, senatore della città, scelse la carriera ecclesiastica e fu nunzio apostolico in Austria e pretore della Compagnia Romana.
Il 2 giugno 1572 papa Gregorio XIII lo elesse vescovo di Luni-Sarzana, succedendo a Benedetto Lomellini: nel dicembre dello stesso anno, in ottemperanza alle norme tridentine iniziava la visita pastorale alla diocesi, interrotta a causa della sua cattiva salute.
Nel 1582 celebrò nella chiesa di Santa Maria della Spezia il sesto sinodo diocesano, animato dai ricorrenti e secolari contrasti con i canonici della cattedrale che questa volta pretendevano da lui non potersi fare decreto alcuno concernente lo stato clericale loro proprio e della diocesi senza il consiglio e consenso loro: vinse il Vescovo che bollò l'opposizione come aliquibus oppositionibus et contradictionibus frivolis.
Nel 1584 Angelo Peruzzi vescovo di Sarsina compì una visita apostolica nella diocesi, di cui è rimasto una ponderosa relazione utilissima per il censimento degli edifici religiosi presenti all'epoca e per le condizioni umane e culturali del clero locale (in essa del vescovo il relatore scrive: cognovit et bonam voluntatem ed diligentiam pastoralem).
Negli ultimi anni della sua vita, sempre più malato scelse come alter ego il proprio nipote Orazio, in alcuni documenti detto locum tenens vicarii generalis accanto al vicario generale effettivo, il canonico Tiberio Bianchi. Morì soffocato da improvviso catarro il 17 aprile 1590, venendo sepolto nella cattedrale di Sarzana, ma fino a tempi recenti la data precisa era oscura, poiché non compariva né sulla lapide in cattedrale né in altri documenti.
Negli anni duemila, nel Liber defunctorum della cattedrale, registro 1587 - 1620, al foglio 103, è stato trovato l'atto, nascosto da un foglio incollato sopra, in cui sta scritto: Questa pagina fu coperta ed impastata da me ... così [mi è stato] ordinato da Signori Superiori. Leggendo in controluce compare l'atto di morte del Vescovo, dove appare chiara la causa di questa censura: Mons. Ill.mo Gio. Battista Bracelli, Vescovo di Sarzana, passò a miglior vita, non confessato, né comunicato, né oleato [...] alle ore 14 del 17 aprile 1590.
Gli successe il vescovo Giovanni Battista Salvago.

## Genealogia episcopale
La genealogia episcopale è:
- Cardinale Scipione Rebiba
- Cardinale Paolo Burali d'Arezzo, C.R.
- Vescovo Giovanni Battista Bracelli